# Homoneura fuscobrunnea
Homoneura fuscobrunnea är en tvåvingeart som beskrevs av Malloch 1929. Homoneura fuscobrunnea ingår i släktet Homoneura och familjen lövflugor. Inga underarter finns listade i Catalogue of Life.